# 186
186. је била проста година.

## Догађаји
- Конзули Царства. Цезар, Марко Аурелије Комод Антонин  и Маније Ацилије Глабрион.
- Пертинакс смирује немире легија у Британији, које су желеле да га прогласе за цара.
- Цар Комод наређује да му се током битака у Колосеуму одаје почаст као „римском Херкулу“.
- Сељаци у Галији подижу устанак против пореза под Матерном.

## Рођења
- Каракала